# Nemestrinus persicus
Nemestrinus persicus är en tvåvingeart som beskrevs av Robert W. Lichtwardt 1909. Nemestrinus persicus ingår i släktet Nemestrinus och familjen Nemestrinidae. Inga underarter finns listade i Catalogue of Life.